# Иванова, Мария Константиновна
Мария Сурае (род. 24 мая 1983 года, Москва) —российско-ливанский кинематографист, журналист, продюсер, режиссёр, сценарист, общественный деятель. Глава первого фестиваля российского кино в Ливане.
Внучка Заслуженного художника РСФСР Константина Иванова. Создатель фильма «Последний» (Sonuncu), Россия-Азербайджан (участник 67-го Каннского кинофестиваля, а также участник основной программы фестиваля Кинотавр).

### Образование
Окончила школу с углубленным изучением математики и информатики № 7. В 2006 году окончила Московский государственный университет, факультет журналистики (отделение рекламы и PR).

### Биография
С 2000—2003 г. работала журналистом в газете Московский комсомолец.
С 2003—2006 г. сотрудник Авторского Телевидения АТВ, журналист программы Времечко.
В 2006 году основала киностудию «Проект ТВ». Начала заниматься производством художественных и документальных фильмов, цикловых программ для ведущих каналов страны — Первый канал, Пятый канал, Культура (телеканал). За 10 лет работы «Проект ТВ» выпустил в эфир более 100 фильмов и программ.
С 2013 года — генеральный директор кинокомпании «Buta Films».
В 2014 году стала соорганизатором 100-дневного Фестиваля азербайджанской культуры и искусств в Лондоне. Места проведения — Royal Albert Hall, Barbican Centre, Saatchi Gallery, Central Hall Westminster, Sadler’s Wells, Sotheby’s, Ronnie Scott’s. Среди участников: Андреа Бочелли, Нино Катамадзе, Игорь Бутман, Шломо Минц.

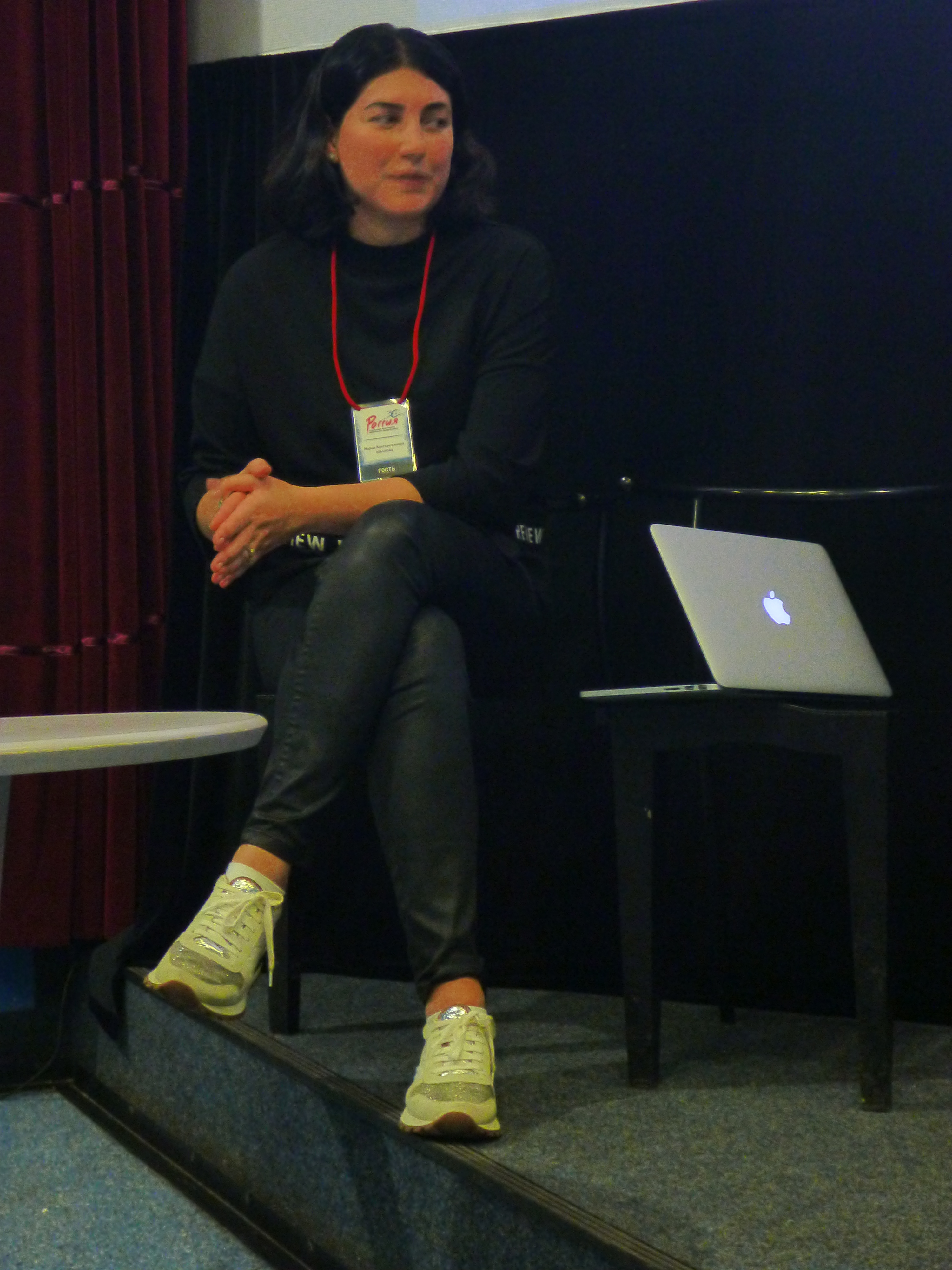
Мария Сурае на кинофестивале «Россия», Екатеринбург, 2019 год

В 2014 году выступила в качестве продюсера короткометражного фильма «Последний» или «Sonuncu» — производство компания Buta Films и киностудия Азербайджанфильм. Картина является философской притчей, в которой рассказывается история последнего живущего на Земле ветерана Второй мировой войны. Хронометраж фильма — 15 минут, съёмки проходили в городе Шабран — в 120 километрах от Баку, в деревне Сура.
В 2015 году провела в художественной галерее «Zeppelin» выставку 9-летнего художника-аутиста Маркуса Мартиновича. Выставка имела большой успех, её открытие посетило более 300 человек, включая известных деятелей культуры и бизнесменов. На благотворительном аукционе, который провел актёр Гоша Куценко, было продано 10 работ Маркуса. Часть средств, вырученных от продажи картин Маркуса, была направлена в благотворительный фонд «Шаг вместе», который помогает детям, больным ДЦП;
С 2017 года глава проекта MyLebanon.
В 2019 году Мария создала и возглавила ассоциацию CDKL5 Russia, которая вошла в состав международной организации «CDKL5 Alliance». 25 января 2020 года Ассоциация CDKL5 Russia организовала и провела в Москве первую встречу родителей и детей, у которых диагностирована мутация CDKL5. Встреча состоялась в отеле Holiday Inn Moscow Tagansky при поддержке журнала «Жизнь с ДЦП», организации «LouLou Foundation» и группы волонтеров. На встречу приехали десятки семей из разных городов России. Они обменялись личным опытом, получили уникальную возможность задать интересующие вопросы компетентным врачам и реабилитологам, изучающим мутацию CDKL5. Согласно планам Ассоциация CDKL5 Russia встречи родителей могут проводится 1-2 раза в год.
В 2020 году Мария сняла свой режиссерский дебют художественный фильм "Гнев" (The Anger)  совместно с Ливаном и Германией. Главные роли сыграли французские актёры Manal Issa и Aurélien Chaussade. Съемочная группа снимала в Бейруте и раздался взрыв в Бейрутском порту . Никто не пострадал, но съёмочная локация была разрушена.
В 2024 году Мария начала работу над своим следующим полнометражным фильмом "Монахини" в ко-продукции с Ливаном, Иорданией и Россией.
В 2024 основала компанию AMMA Group, которая занимается совместными международными проектами на Ближнем Востоке.
В 2025 году в Грузии сняла свой новый игровой полнометражный фильм "Возьми мое солнце с собой" о своей дочери с аутизмом Таисии Тодуа. Это первый ко-продашн между Ливаном и Грузией. Оператором-постановщиком стал Михо Квирикадзе. 

### Сотрудничество с Ближним Востоком и Северной Африкой.
В 2016 году начала сотрудничество с ближневосточным регионом в сфере кино, туризм и бизнеса;
В апреле 2016 Мария сделала показ лучших короткометражных фильмов в Ливан, в Университете USEK и провела мастер-классы по продюсированию для студентов Университета;
В июне 2016 года Мария стала двусторонним партнёром компании Централ партнершип и ливанской компании Empire в прокате первого российского фильма в Ливане и на всем Ближнем Востоке Экипаж;
В октябре 2016 года организовала и провела фестиваль российского кино в Ливане. Фестиваль проходил при поддержке Министерство иностранных дел РФ, под патронажем Министерства Культуры Ливана, Министерства Туризма Ливана, губернатора Бейрута и посольства Ливана в России. Фестиваль посетило около 5000 зрителей. В рамках мероприятия было показано 12 российский фильмов, проведены две пресс-конференция (в Москве и в Бейруте), организованы мастер-классы. Фестиваль имел широкий общественный резонанс — в нём приняли участие ведущие представители ливанских общественно-политических кругов. Отдельной программой фестиваля стал пресс-тур, в котором приняли участие 16 журналистов из ведущих российских СМИ. Порядка двухсот публикаций в российских и зарубежных СМИ вышло за весь период проведения фестиваля;.
В 2017 году выступила в качестве продюсера и режиссёра документальных фильмов о сирийских беженцах «Бежать от войны» и «Мухаммед»;
В апреле 2017 года стала соорганизатором российско-ливанского экономического форума при поддержке банка ВТБ.
20 июня 2017 года, во Всемирный день беженцев, состоялась премьера фильма «Бежать от войны» совместно с Управление Верховного комиссара ООН по делам беженцев в Российской Федерации;
В сентябре 2017 года состоялся показ фильма «Бежать от войны» совместно с российским отделением международной организации Красный крест;
В феврале 2018 года приняла участие в российско-сирийском бизнес форуме по вопросам развития отношений в сфере торговли и промышленности между Россией и Сирией.
В январе 2021 года закончила пост-продакшн своего режиссерского дебюта полнометражного игрового фильма "Гнев" ко-продакшн Ливан-Германия. В главной роли сыграла французская актриса ливанского происхождения Манал Исса. Оператор-постановщик Томмасо Фиорилли.
В феврале 2022 Мария закончила работу над полнометражным фильмом "Я не Лакит" - производство Ливан и Румыния. Оператор-постановщик Мариус Пандуру. 
В 2022 году Мария сняла документальный фильм "10 и Вирджиния" - производство Ливан. Оператор-постановщик Мариус Пандуру.
В 2024 основала компанию AMMA Group
В 2025 году сняла свой новый игровой фильм "Возьми мое солнце с собой" совместно с Ливаном и Грузией
В 2026 году планирует снять свой новый игровой полнометражный фильм "Монахини" 

## Фильмография

### Режиссёр
- «Бежать от войны» документальный (2018)
- «Мухамед» документальный (2018)
- «Гнев» игровой (2021)
- «Я не Лакит» документальный (2022)
- «10 и Вирджиния» документальный (2025)
- "Возьми мое солнце с собой" игровой (2025)

### Продюсер
- «Бежать от войны» документальный (2018)
- «Мухамед» документальный (2018)
- «Гнев» игровой (2021)
- «Я не Лакит» игровой-документальный (2022)
- «10 и Вирджиния» документальный (2025)
- "Возьми мое солнце с собой" игровой, полнометражный (2025)

### Сценарист
- «Гнев» игровой (2021)
- «Я не Лакит» игровой-документальный (2022)
- «10 и Вирджиния» документальный (2025)
- "Возьми мое солнце с собой" игровой, полнометражный (2025)

### Первый канал
- «Сергей Шакуров "Визит к Минотавру"» (2006)
- «Ада Роговцева "Я умерла вместе с ним"» (2007)
- «Ольга Остроумова. Очень личное…» (2007)
- «Наталья Кустинская. Расплата за любовь» (2008)
- «Аркадий Арканов. Рояль в кустах» (2008)
- «Последнее интервью Михаила Танича» (2008)
- «Валентин Смирнитский. Больше, чем Портос» (2009)
- «Владимир Спиваков. Без фрака» (2009)[21]
- «Эммануил Виторган. Исповедь Дон — Жуана» (2009)
- «Надежда Бабкина. Живу, как сердце подсказало…» (2010)
- «Война и МИРа Петра Тодоровского» (2010)
- «Гафт, который гуляет сам по себе» (2010)
- «Олег Меньшиков. В тени своей славы» (2010)
- «Нонна Гришаева. Я из Одессы, здрасте!» (2010)
- «Всегда ваш, товарищ Сухов» (2010)
- «Елена Яковлева. ИнтерЛеночка» (2011)
- «Владимир Гостюхин. Территория моей любви» (2011)
- «Алексей Булдаков. Ну вы, блин, даете» (2011)
- «Георгий Гречко. Поединок с судьбой» (2011)
- «Михаил Пореченков. Крепкий орех» (2011)
- «Гоша Куценко. Игра в правду» (2012)[22]
- «Сергей Шакуров. Я приручил в себе зверя» (2012)
- «О Москве, слезах и Вере Алентовой» (2012)
- «Михаил Турецкий. Всё будет ХОРошо!» (2012)
- «Муслим Магомаев. Сердце на снегу» (2012)[23]
- «Сергей Светлаков. Тот ещё пельмень» (2013)
- «Гарик Сукачёв. Все по-честному» (2013)[24]
- «Андрей Мерзликин. Было бы счастье…» (2014)[25]
- «Бежать от войны» (2017)

### Цикл «Теория невероятности». Первый канал
- «Пятна судьбы» (2008)
- «Магия чисел» (2008)
- «Аутисты» (2008)
- «Феномен красоты» (2008)

### Проекты по заказу частных компаний
- Фильм к открытию Московского Планетария. «Московский планетарий. Второе рождение звездного театра» (2011 год)
- Документальный фильм «Али и Нино. Наши дни» (2013 год)
- Документальный фильм «Новруз. Красавицы Востока» (2013 год)
- Документальный фильм «Метанол. Мировая революция» (2013 год)
- Документальный фильм «Фестиваль Buta в Лондоне» (для BBC two) (2014 год)

### Телепрограммы из цикла «Советские фетиши» для Пятого канала ТРК Санкт-Петербург
- «Джинсы» (2007)
- «Дачи» (2007)
- «Автомобили» (2007)
- «Курорты» (2007)
- Телепрограмма «Любимые гастролеры»

(Марыля Родович, Карел Готт, Бисер Киров) (2007)
- Телепрограмма «Имена на все времена»

(Роза Рымбаева, Полад Бюль — Бюль Оглы, Надежда Чепрага) (2008)
- Телепрограмма «Из Парижа, с любовью»

(Сальвадоре Адамо, Мирей Матье, Джо Дассен) (2008)
- Телепрограмма «Заокеанские соловьи»

(Ив Монтан, Дин Рид, Пол Робсон) (2008)
- Телепрограммы из цикла «Люди 90-х»:

«Клипмейкеры», «Радиодиджеи», «Политтехнологи», «Челноки» (2008)

### Канал ТВЦ
- «Агния Барто. Читая, между строк» (2011)

### Фильмы для телеканала Россия К
- «Юрий Олеша по кличке "писатель"» (2010)
- «Самуил Маршак. Обыкновенный гений» (2010)
- «Иосиф Бродский. Разговор с небожителем» (2010)
- «Владимир Спиваков. Потому что люблю» (2010)[26]
- «Роман Качанов. Лучший друг Чебурашки» (2011)
- «Марис Лиепа. Я хочу танцевать сто лет» (2011)[27]
- «Соловьиная песня Антона Григорьева» (2012)
- «Андрис Лиепа. Трудно быть принцем» (2012)[28]

## Награды
В 2012 году получила главный приз Национальная премия СТРАНА за фильм «Гарик Сукачёв. Носорог без кожи».
В 2013 году стала креативным продюсером программы «Право на счастье» (ведущий Гоша Куценко и Ксения Алферова, программа о детях с ограниченными возможностями). В 2013 году программа была удостоена Гран-при III Международного фестиваля телерадиопрограмм и интернет — проектов об инвалидах и для инвалидов «Интеграция». В 2014 году «Право на счастье» получила статус «Лучшей программы» в телепремии «В союзе слова и добра» (организаторы: Линия жизни (фонд) и Российская академия телевидения).
В 2014 году фильм «Последний» стал лауреатом на кинофестивалях в Турции, Бразилии, Индии, Италии, Франции.
В 2017 году фильм «Мухаммед» получил специальный приз от Управление Верховного комиссара ООН по делам беженцев в России в рамках фестиваля Сталкер (кинофестиваль).
В 2017 году фильм «Бежать от войны» (о сирийских беженцах) получил специальный приз от Управления Верховного Комиссара ООН по делам беженцев в России и главный приз кинокритиков в рамках фестиваля «Сталкер».
В 2022 году на Международном фестивале мусульманского кино в Казани Мария получила три награды за фильм "Гнев". Приз за лучшее визуальное решение и специальный приз Гильдии киноведов и кинокритиков Союза кинематографистов 

### Номинации
В 2010 году фильм «Иосиф Бродский. Разговор с небожителем» стал номинантом телевизионного конкурса ТЭФИ в двух номинациях: лучший сценарий и лучшая режиссура.
В 2014 году художественный короткометражный фильм «Последний» или «Sonuncu» (совместное производство России и Азербайджана) стал участником основной программы короткометражных фильмов 67-го Каннского Кинофестиваля. «Последний» участвовал в 84 международных кинофестивалях и получил 9 наград. «Последний» также был в номинации «Лучший короткометражный фильм» на кинофестивалях Кинотавр и Московский международный кинофестиваль.